# Jursi
Jursi (niem.: Jurs) – wieś w Estonii, w prowincji Sarema, w gminie Valjala. W 2011 roku zamieszkiwało ją 16 mieszkańców.